# JUMP FORCE
《JUMP FORCE》是由Spike Chunsoft製作并由萬代南夢宮娛樂发行在Xbox One、PlayStation 4、Windows上的格鬥電子遊戲。本作以集結集英社旗下漫畫雜誌《週刊少年Jump》的角色，并庆祝该漫畫雜誌50周年纪念為主題。遊戲在2018年E3游戏展的微软展前发布会中正式公布，採用虛幻引擎4研發，於2019年2月15日推出。2020年4月，万代南梦宫宣布本作的《豪华版》将登陆任天堂Switch平台。
在公佈的預告影片中，有《七龍珠》的孫悟空、弗利沙、《ONE PIECE》的、《火影忍者》的漩渦鳴人、《死亡筆記本》的夜神月和路克等角色登場。
於2022年2月8日下架數位版遊戲、DLC等其他商品，2022年8月25日則結束線上服務，「JUMP FORCE」從此結束4年經營。

## 故事大纲
一個大反派想要利用「縞瑪瑙之書（Onyx Book）」重建世界，結果似乎導致了各個漫畫世界以及玩家所處的世界交錯到了一起，並造成了巨大的混亂和破壞；那些漫畫世界被稱作「Jump」，里面出現了很多敵人，所幸也有一批名為「J-Force」的英雄來御敵，玩家也有機會和他們一起作戰。

## 登场人物
* = DLC追加登场

### 可操作角色

#### 七龍珠
- 孫悟空
- 弗利沙
- 貝吉塔
- 短笛
- 斯路
- 特兰克斯（未来版）
- 魔人布欧（善）*[4]

#### 火影忍者
- 漩渦鳴人
- 宇智波佐助
- 旗木卡卡西
- 我爱罗
- 大筒木辉夜
- 宇智波斑*[4]

#### ONE PIECE
- 蒙其·D·魯夫
- 罗罗诺亚·索隆
- 香吉士
- 馬歇爾·D·汀奇
- 波
- 波雅·漢考克
- 托拉法尔加·D·瓦特尔·罗*[4]

#### BLEACH
- 黑崎一護
- 朽木露琪亚
- 藍染惣右介
- 阿散井戀次
- 日番谷冬狮郎*[4]
- 葛力姆乔·贾卡杰克*[4]
- 四枫院夜一*

#### HUNTERxHUNTER
- 小杰·富力士
- 奇犽·揍敵客
- 酷拉皮卡
- 西索·莫羅
- 比司吉·酷露佳*[4]
- 梅路艾姆*

#### 遊戲王
- 武藤遊戲
- 海馬瀨人*

#### 幽遊白書
- 浦飯幽助
- 戶愚呂（弟）
- 飛影*

#### 聖鬥士星矢
- 天马座 星矢
- 天龍座 紫龍

#### 城市猎人
- 冴羽獠

#### 北斗神拳
- 拳四郎

#### 浪客剑心
- 绯村剑心
- 志志雄真实

#### 黑色五叶草
- 亞斯塔

#### 我的英雄学院
- 绿谷出久
- 欧尔麦特*
- 爆豪胜己*[4]
- 轰焦冻*

#### 博人传-火影次世代-
- 漩涡博人

#### JoJo的奇妙冒险
- 空条承太郎
- 迪奥·布兰度

#### 勇者鬥惡龍 達伊的大冒險
- 達伊（小呆）

#### 原创角色
- 嘉雷娜（CV：田中敦子）*[5]
- 凯恩（CV：安元洋貴）*[5]
- 普罗米修斯（CV：山路和弘）*

### 非操作角色

#### 死亡笔记
- 夜神月
- 流愚

### 原创角色
- 导航员（CV：钉宫理惠）

## 评价
《JUMP FORCE》收到褒贬不一的评价，GameRankings与Metacritic等网站批评该游戏没有足够的女性角色可选，并批评该游戏除了故事模式之外没有其他模式可玩。有些玩家甚至认为该游戏的情况与《漫威VS卡普空：無限》相当类似。然而，Twinfinite.net网站批评该游戏的头目战斗实在过于简单，不过认为战斗系统还是能享受乐趣既又愉快。

## 关连项目
- Jump明星超级大乱斗
- Jump明星终极大乱斗
- JUMP全明星乱斗